# Forlaget Multivers
Forlaget Multivers er et mindre dansk forlag stiftet i 1998 af forlægger Henrik Borberg. Forlaget koncentrerer sig om akademiske bøger. Der er udgivet bl.a. klassiske tekster inden for filosofi, religion, samfundsforhold, historie, kunst, sprog, teater m.m. Forlaget udgiver også oversættelser af klassisk skønlitteratur, eksempelvis Marcel Proust, Dante, Goethe m.fl..